# Aberdeen Football Club
El Aberdeen Football Club es un club de fútbol profesional escocés con sede en Aberdeen. El club compite actualmente en la Scottish Premiership. En sus vitrinas cuenta con cuatro títulos de Liga y ocho Copas de Escocia, incluyendo un récord de tres consecutivas durante la década de 1980, la única vez que un equipo que no fuese el Rangers o el Celtic lo ha hecho desde 1882. También es el único equipo escocés que ha ganado dos trofeos europeos, ambos en el mismo año, siendo el único equipo escocés además del Rangers FC en conquistar la Recopa Europea y el único equipo escocés en conquistar la Supercopa de Europa. Es además, junto con el Celtic, uno de los dos únicos equipos escoceses que nunca han descendido de la Premier League escocesa.
Fue fundado en 1903 como resultado de la fusión de tres clubes de Aberdeen. Rara vez lucharon por el título de Liga hasta la década de 1950, cuando ganaron todos los títulos más importantes de Escocia bajo el mandato de Dave Halliday. Este nivel de éxito fue superado en la década de 1980, cuando, bajo la dirección de Alex Ferguson, ganó tres títulos de Liga, cuatro Copas de Escocia y una Copa de la Liga de Escocia, junto con la Recopa de Europa de la UEFA y la Supercopa de Europa, ambos en 1983. El Aberdeen fue el último equipo fuera de la Old Firm en ganar un título de liga, en 1984—85, y también el último equipo escocés en ganar un trofeo europeo.
El club ha jugado en el Pittodrie Stadium desde su fundación. El terreno tiene actualmente una capacidad de 22.199 espectadores y fue el primer estadio con una capacidad totalmente sentada y todo cubierto en el Reino Unido. El Pittodrie también fue el estadio de fútbol de primera en presentar banquillos por debajo del nivel del terreno de juego, un invento del jugador y entrenador Donald Colman. Los colores del club han sido principalmente rojo y blanco desde 1939, y antes de esto, jugó con rayas verticales en blanco y oro.
El Aberdeen atrae el apoyo de la ciudad y sus alrededores, ya que son el único equipo superior dentro de una amplia zona. El club no tiene rivales geográficamente cercanos y sus vecinos más próximos en el mismo nivel se encuentran en la ciudad de Dundee.
Para terminar, el Aberdeen es uno de los 8 equipos del mundo que nunca ha perdido un partido oficial frente al Real Madrid.

## Historia

### Fundación y primeros años (1903–1939)
La Aberdeen F. C. actual se formó tras la fusión de tres clubes de la ciudad: el Aberdeen, el Victoria United y el Orion en 1903. El nuevo club jugó su primer partido el 15 de agosto de 1903, un empate 1-1 con el Stenhousemuir. Esa primera temporada se produjo una victoria en la Copa de Aberdeenshire, pero finalizó en tercer lugar en la Northern League. El club solicitó la adhesión de la Liga de Escocia la siguiente temporada, y se eligió a la segunda división, en lugar de la primera.
En 1904 el club fue dirigido por Jimmy Philip. Al final de la primera temporada, a pesar de haber terminado séptimo de doce equipos, el Aberdeen fue elegidos para la nueva y ampliada Primera división y, desde entonces, el club ha permanecido en la máxima categoría del fútbol escocés en un récord compartido con el Celtic. Desde 1906, el club hizo un progreso constante, con una semifinal en la Copa de Escocia en 1908 y otra en 1911. En la temporada de 1910-11, el Aberdeen registró sus primeras victorias en el Old Firm, y lideró la liga por un tiempo, pero terminó la temporada en segundo lugar.
El periodo de entreguerras afectó al club tanto como a cualquier otro. A pesar de los recortes de gastos y otras economías, en 1917 la situación se hizo insostenible. El Aberdeen se retiró del fútbol competitivo, además del Dundee y el Raith Rovers. El fútbol sénior regresó el 16 de agosto de 1919 y volvió a Aberdeen con un partido contra el Albion Rovers. Philip todavía estaba a cargo como entrenador y continuó supervisando un equipo capaz de buenos resultados aislados, pero nunca capaz de sostener una actuación lo bastante regular para ganar un trofeo. En 1923, el Aberdeen quedó emparejado contra el Peterhead en la Copa de Escocia y tuvo lugar su mayor victoria, un récord de 13-0. Philip se retiró un año después y fue reemplazado como director deportivo por Paddy Travers, quien llevó al equipo a su primera final de la Copa de Escocia en 1937.
El entrenador de Travers fue el exjugador Donald Colman. Colman fue considerado un pensador brillante e innovador del fútbol y concibió la zona técnica actual donde se sitúa el entrenador para ayudar mejor a sus observaciones. El Everton visitó Pittodrie poco después de su inauguración, y se exporta la idea de las ligas inglesa, desde donde se extendió por todo el mundo del fútbol. Travers dejó el club para convertirse en director deportivo del Clyde en 1939 y fue reemplazado por Dave Halliday.
Halliday fue a su exequipo del Queen of the South para firmar al delantero George Hamilton. Este sería uno de los mejores fichajes de Halliday. Sin embargo, apenas había comenzado su trabajo cuando estalló la Segunda Guerra Mundial y detuvo el fútbol competitivo en el Reino Unido.

### Primeros éxitos nacionales (1945–1978)
El lugar de Halliday en el Salón de la Fama del Aberdeen fue asegurado después de la guerra cuando se convirtió en el primer entrenador que ganó trofeos nacionales con el equipo de Pittodrie. El Aberdeen, que pasó a utilizar uniforme totalmente rojo, ganó la Copa de la Liga del Sur en la temporada 1945-46 derrotando al Rangers por 3-2 en Hampden Park. Luego llegaron a la final de la Copa de Escocia 1947, derrotando al Hibernian 2-1 gracias a un gol decisivo de Hamilton para ganar el primer título importante del club. A partir de este éxito inicial el equipo de Halliday alcanzó dos finales de la Copa de Escocia más, en 1953 y 1954, aunque ambas las perdieron. El equipo de Halliday, sin embargo, ganó su primer título de la Liga escocesa en la temporada siguiente, 1954-55. Pese a ser campeones de Escocia, el club no participó en la primera edición de la Copa de Europa y el lugar de Escocia fue otorgado al Hibernian, que participó por invitación especial.
Halliday y Hamilton dejaron el equipo al final de la temporada del campeonato en el que se proclamaron ganadores y Halliday fue reemplazado por Davie Shaw. El Aberdeen ganó la Copa de la Liga, bajo su dirección, superando al St. Mirren en 1955-56, y llegó a otra final de Copa de Escocia en 1959. Sin embargo, Shaw dejó su puesto al exfutbolista Tommy Pearson en 1959. El momento de Pearson a cargo coincidió con una alta rotación de los jugadores, y no consiguió ningún trofeo. Se retiró en 1965, dando paso a Eddie Turnbull, quien guio al Aberdeen a dos finales de la Copa de Escocia contra el Celtic, perdiendo en 1967, pero vengándose tres años después.
El Aberdeen jugó por primera vez en Europa en la Recopa de Europa 1967-68, clasificado como subcampeón ya que el Celtic conquistó la Copa de Escocia 1967. Su primer empate fue un resultado global de 14-1 sobre KR Reykjavik, a pesar de que perdió la segunda ronda de con el Standard Liège 3-2 en el global. Como campeón de la Copa de Escocia de 1970-71, el Aberdeen una vez más se clasificó para el mismo torneo, pero fueron eliminados en la primera ronda tras un empate 4-4 en el global frente al Honvéd Budapest. Este empate, tras disputarse una prórroga y con la regla de goles anotados fuera de casa, se decidió por primera vez en una tanda de penaltis en la historia de las competiciones UEFA, en la que el Honvéd ganó la tanda de penaltis por 5-4 en Budapest.
El Aberdeen de la década de 1970 luchó regularmente por el título nacional. Sin embargo, rara vez ganó algún título, con la excepción de la Copa Drybrough en 1971 bajo el mandato de Jimmy Bonthrone y la Copa de la Liga en 1976, entrenado por Ally MacLeod. Durante esta década el Aberdeen tuvo cinco entrenadores: Eddie Turnbull, Jimmy Bonthrone, Ally MacLeod, Billy McNeill y Alex Ferguson. Llegaron a dos finales de copa nacional: la Copa de Escocia 1978 con Billy McNeill y la Copa de la Liga en la temporada siguiente con el nuevo técnico Alex Ferguson.

### La era de Alex Ferguson (1978–1986)

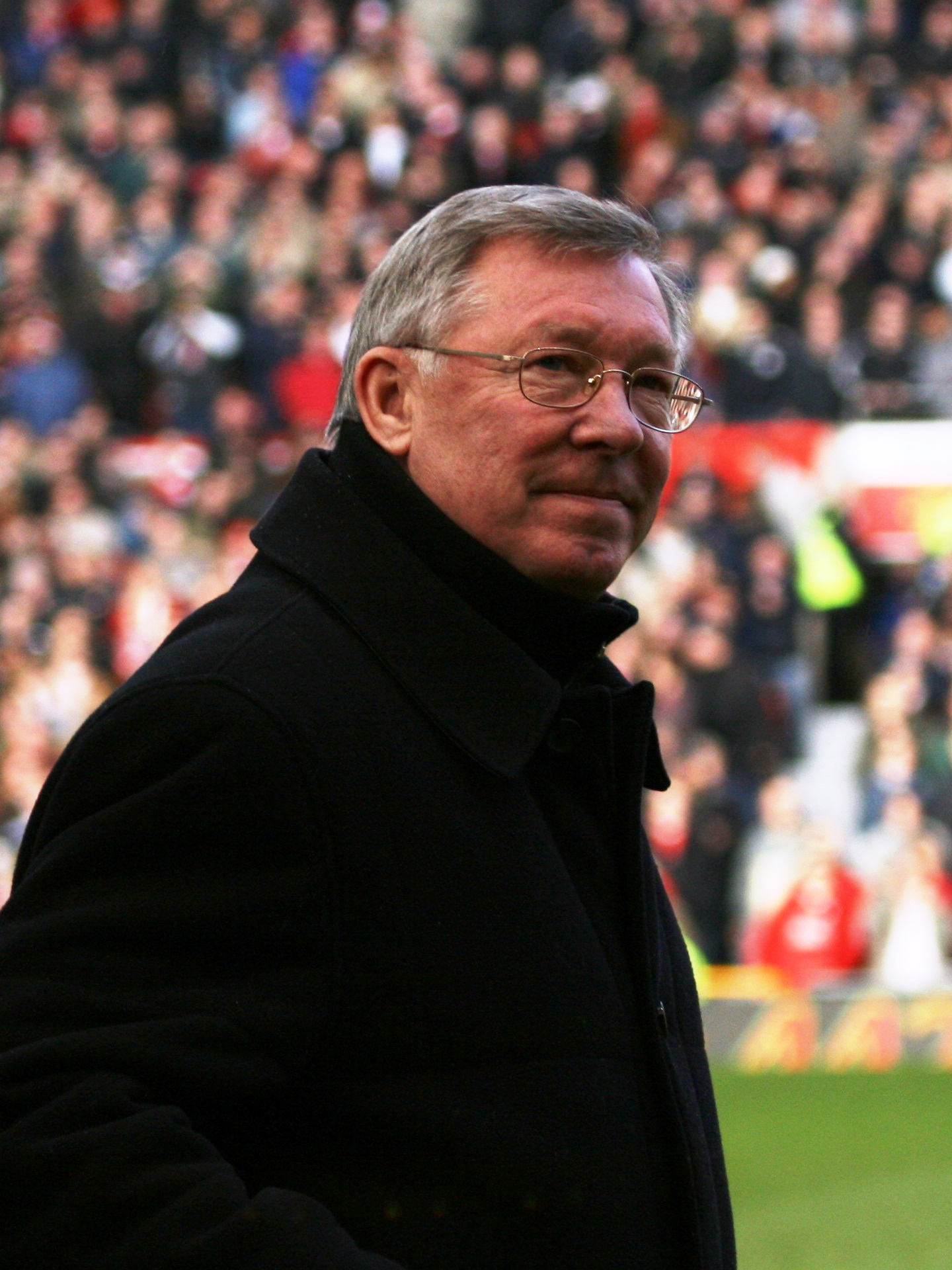
Alex Ferguson es el entrenador (1978–1986) más exitoso en la historia del Aberdeen.

Bajo la dirección de Alex Ferguson, el club ganó tres campeonatos de liga, una Copa Drybrough, cuatro Copas de Escocia, una Recopa de Europa, una Supercopa de Europa y una Copa de la Liga; todo ello en un espacio de siete años.
En esta época se convirtieron en la columna vertebral del equipo jugadores como Jim Leighton, Willie Miller, Alex McLeish y Gordon Strachan. El segundo título de liga del Aberdeen fue ganado en la temporada 1979-80 y su éxito se basó en este equipo campeón, que luego sumó tres Copas de Escocia conseguidas de forma consecutiva desde 1982 hasta 1984, y dos títulos de liga en 1983-84 y 1984-85.
En la Recopa de Europa de 1983 el Aberdeen venció al FC Sion, Dinamo Tirana y Lech Poznań para enfrentarse en cuartos de final al campeón de la Copa alemana, el Bayern de Múnich. El partido de vuelta fue ganado por el Aberdeen 3-2 en Pittodrie después de un empate sin goles en Alemania, gracias al gol de la victoria anotado por John Hewitt. En semifinales se enfrentaron al ya desaparecido Waterschei Thor belga. El equipo escocés venció 5-1 en casa y perdió, por primera vez en el torneo, el partido de vuelta 1-0, lo que resultaba una victoria global que envió al Aberdeen a disputar la primera final europea de su historia. El 11 de mayo de 1983 en el estadio Nya Ullevi, el Aberdeen venció al Real Madrid por 2-1 (tras la prórroga) para ganar la Recopa y convertirse en el tercer equipo escocés en ganar un título europeo. El club lanzó una canción, titulada "European Song", coincidiendo con su clasificación para la final. Este éxito fue seguido por la conquista de la Supercopa de Europa en diciembre, cuando derrotaron al campeón de la Copa de Europa, el Hamburger SV, a doble partido.
El Aberdeen llegó a las semifinales, nuevamente, de la Recopa de Europa 1983-84 antes de perder ante el FC Porto por 2-0 en el global.

### Historia reciente (1987–presente)
Después de que Ferguson fichase por el Manchester United en noviembre de 1986, el Aberdeen luchó para competir con el Celtic y un renaciente Rangers. El punto más bajo de la historia del club llegó en la temporada 1999-2000, cuando terminaron últimos en la Premier League. La SPL amplió la competición a 12 equipos y se inició un play-off de tres equipos. Sin embargo, como el estadio del Falkirk no cumplía con los requisitos de la SPL, el Aberdeen conservó su estado en la máxima categoría. Después de esto, y con el club en deuda, por primera vez después de la construcción de una nueva tribuna en uno de los extremos del campo, comenzó un futuro con una economía muy ajustada que provocó que el club no se ha acercase a los éxitos de la década de 1980.
El Aberdeen fichó en 1989 a Alex Smith y Jocky Scott como entrenadores del equipo. Se firmaron varios jugadores extranjeros, incluidos los internacionales neerlandeses Theo Snelders y Hans Gillhaus. En 1989-90 el club ganó la Copa de Escocia y la Copa de la Liga escocesa. En 1990-1991 perdieron el último partido de la temporada y el título de Liga ante el Rangers. Willie Miller se hizo cargo del equipo en 1992 y se mantuvo dos temporadas en Aberdeen en las que estuvo cerca de ganar el título. Sin embargo, fue despedido en 1995 después de una mala temporada y el club tuvo que recurrir a una victoria de play-off sobre Dunfermline Athletic para mantener su puesto en la Premier League. La directiva lo reemplazó por Roy Aitken. A pesar de un éxito Copa de la Liga escocesa venciendo al Dundee en 1996, el club continuó con una trayectoria irregular. Alex Miller y Paul Hegarty regresaron como entrenadores en breves etapas a finales de 1990, pero con la carga financiera de una nueva tribuna en el estadio que puso al club en deuda por primera vez en su historia, los directivos pusieron sus esperanzas en Stewart Milne, un empresario local cuya firma había construido la tribuna principal y traer visión de negocios al funcionamiento del club.
El primer entrenador no escocés de Aberdeen, Ebbe Skovdahl, fue nombrado en 1999 y su tiempo a cargo coincidió con algunas de las derrotas más dolorosas en la historia del club. Su reemplazo, Steve Paterson, solo duró dos temporadas. Jimmy Calderwood se hizo cargo del equipo en 2004 y el Aberdeen registró resultados más consistentes que en temporadas anteriores. En la temporada 2006-07 el club terminó en el tercer lugar en la liga y se clasificó para la Copa de la UEFA 2007-08. En esta competición, el Aberdeen derrotó al Dnipro en la última ronda de clasificación por los goles anotados fuera de casa, la primera vez que el Aberdeen había ganado por este método en el fútbol europeo en 40 años. Posteriormente vencieron al FC København 4-0, que fue la victoria más amplia lograda en competición europea que congregó a una de las mejores afluencias de público en Pittodrie desde 1980. Sin embargo, en la siguiente ronda se enfrentaron al Bayern Múnich y perdieron 7-3 en el global tras un meritorio empate, 2-2, en Pittodrie en el partido de ida. Calderwood fue destituido por la directiva del club el 24 de mayo de 2009, después de llevar al equipo al cuarto puesto y clasificarlo, de nuevo, a la Copa de la UEFA. Fue reemplazado por Mark McGhee, del Motherwell, el 12 de junio de 2009.
El Aberdeen sufrió una severa derrota 9-0 ante el Celtic el 6 de noviembre de 2010, la mayor de su historia. Unas jornadas más tarde, Mark McGhee y sus ayudantes fueron despedidos el 1 de diciembre de 2010. Craig Brown, que estaba trabajando sin contrato en Motherwell, rechazó una primera aproximación del Aberdeen, el 8 de diciembre de 2010. Sin embargo, después de una segunda oferta, el 9 de diciembre, renunció como técnico del Motherwell y anunciado próximo entrenador del Aberdeen el 10 de diciembre de 2010. Brown anunció su dimisión en marzo de 2013 para asumir un papel no ejecutivo en la junta directiva del club, y dos semanas después Derek McInnes fue anunciado como su sucesor.
En la temporada 2014-15 fueron eliminados en una de las rondas previas para la Europa League por la Real Sociedad (2-0, 2-3).

## Símbolos

### Colores y uniforme
|                      |
| Uniforme hasta 1939. |

En la primera temporada de existencia del club, el equipo jugó con una raya blanca. Esto fue ampliamente reportado como todo blanco o como camisa blanca con pantalón y medias azules. Este esquema de color era el descendiente directo de los colores usados por el anterior Aberdeen, pero solo duró una temporada antes de ser reemplazado.
Para la temporada 1904-05, el Aberdeen adoptó una camiseta a rayas negra y oro, lo que llevó a que el equipo fuese apodado Wasps («Las avispas»). Esta raya, con variaciones de menor importancia, fue usado hasta justo antes del inicio de la Segunda Guerra Mundial. Los pantalones cortos azules duraron hasta 1911 y luego fueron sustituidos por los blancos. Los calcetines eran negros con adornos de oro, ya sea como rayas o como una barra sólida.
En marzo de 1939, el Aberdeen cambió los colores negro y dorado a rojo y negro, que refleja los colores plata y rojo del escudo de la ciudad de Aberdeen. Las primeras rayas rojas las llevaron con pantalones cortos blancos, ya sea con calcetines rojos o blancos, a partir de 1939 hasta la temporada 1965-66. Desde ese año, el Aberdeen adoptó pantalones rojos, haciendo que el uniforme oficial fuese totalmente rojo, similar al del Liverpool, que hizo un cambio similar en la misma época. Esta disposición ha continuado hasta nuestros días, con algunas variaciones en el diseño. A finales de 1970 la firma deportiva Admiral presentó una camiseta a cinco rayas blancas verticales en el lado izquierdo de la camisa y los uniformes de la década de 1980 —como ya llevaron en la final de la Recopa de Europa de 1983— llevaban rayas verticales blancas. Más tarde los cambios de diseño incluyeron cantidades significativas de azul y una temporada volvieron a vestir pantalones cortos blancos, aunque el uniforme completamente rojo regresó en 1997. Para la temporada 2012-13, el Aberdeen, una vez más volvió a usar pantalones cortos blancos. En 2013-14, volvió a vestir únicamente de rojo.
El primer patrocinador que el club exhibió en su camiseta fue en 1987 con JVC. Desde entonces, a la vez que el club ha ido apareciendo menos en la escena internacional, los patrocinadores tendieron a ser más de ámbito local —como la estación de radio comercial local Northsound. Como la economía local está dominada por las compañías petroleras el club ha sido patrocinado, en varias ocasiones, por empresas de servicios petroleros. Las rayas de las equipaciones de visitante tienden a ser blancas, a menudo con pantalones negros, o una combinación de amarillo y negro, que se remontan a las rayas de negro y oro de la época anterior a la Segunda Guerra Mundial, aunque durante un tiempo en la década de 1970 el Aberdeen lució una equipación totalmente azul con calcetines blancos. Para la temporada 2007-08, la segunda equipación era totalmente blanca, con una tercera equipación mitad de color amarillo y negro en caso de necesidad para los partidos europeos, o en caso de un choque que implica tanto rojos como blancos.

### Escudo
El club no tuvo escudo oficial antes de 1972, pero, en ocasiones, algunas variaciones en las letras AFC aparecían en la camiseta, por lo general en algún tipo de fuente cursiva. En noviembre de 1972 el club dio a conocer su primer escudo oficial, diseñado por el diseñador gráfico local Donald Addison. El diseño representaba una letra mayúscula «A» como la vista lateral de una portería de fútbol, con una pelota que forma el travesaño. Esta pelota se sombreó de tal modo que se representaba estando dentro de la red, lo que significa la consecución de un gol. El escudo se completa con las letras «FC» en letra más pequeña con el elemento de la pelota. Este logo se ha utilizado en las camisetas desde 1978, sin alteraciones significativas hasta mediados de la década de 1980 cuando se añadieron las palabras «Aberdeen Football Club» en una frontera circular, y la fecha de la fundación del club, 1903, se añadió debajo de la portería. La versión actual del emblema, que mantiene estos elementos en un diseño unificado, se introdujo en el inicio de la temporada 1997-98. En la temporada 2005-06 se introdujeron dos estrellas sobre el escudo, que significan la conquista de los dos títulos europeos en 1983.

## Estadio

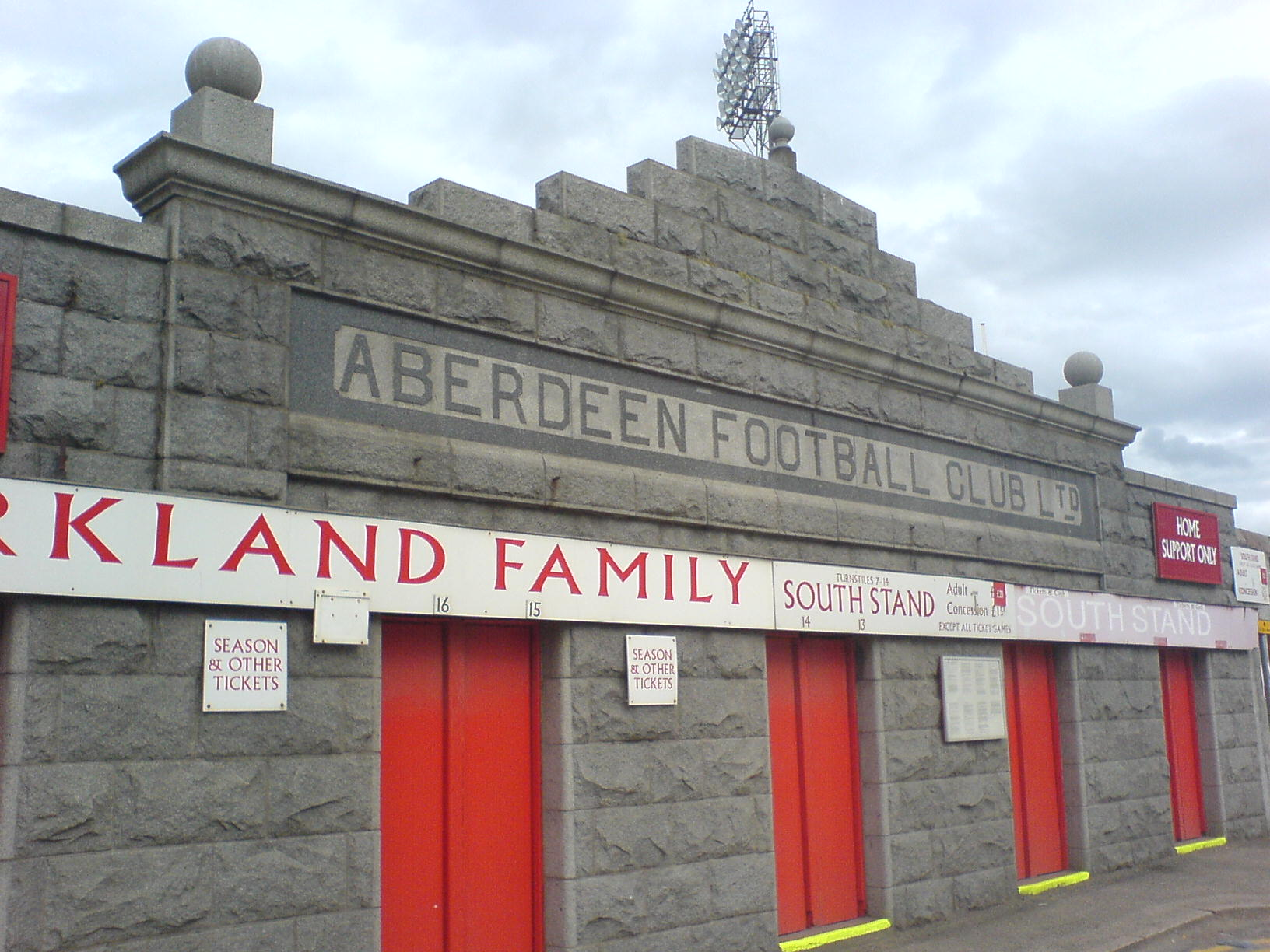
La fachada de granito de Pittodrie Stadium visto desde Merkland Road.

El Aberdeen ha jugado durante toda su historia en Pittodrie Stadium, cuyo nombre proviene del idioma picto y significa «lugar de estiércol». El terreno fue utilizado por primera vez por el anterior Aberdeen FC en 1899, en una victoria por 7-1 sobre Dumbarton. Cuando se fusionó con otros dos equipos en 1903, el nuevo y actual Aberdeen se hizo cargo del estadio. El 15 de agosto de 1903, 8 000 espectadores acudieron a ver el empate, 1-1, del nuevo equipo local contra el Stenhousemuir en Pittodrie. El club inicialmente alquiló el terreno, pero posteriormente lo compró en 1920. El estadio tiene 21 600 asientos, pero debido a la zona de los banquillos dentro de las gradas, algunas fuentes colocan esta cifra en 22 000 espectadores. El récord de asistencia se produjo el 13 de marzo de 1954, cuando 45 061 espectadores esperaron el inicio de un partido de la Copa de Escocia entre el Aberdeen y el Hearts.
El estadio está formado por cuatro tribunas. La principal (Main Stand), que alberga las oficinas del club y las instalaciones de los jugadores. La tribuna de Merkland Road es principalmente para las familias. La tribuna sur (South Stand) se encuentra frente a la tribuna principal y posee la mayor cantidad de espectadores. Una cuarta parte de esta sección se utiliza para dar cabida a los aficionados visitantes, a excepción de partidos de la Old Firm (frente al Celtic y Rangers), donde se da la mitad de esta zona a los aficionados visitantes. El elemento más nuevo es la tribuna Richard Donald, al este o Beach End, y lleva el nombre del expresidente Dick Donald. Se trata de un moderno diseño de dos niveles, terminado en 1993, con asientos que están, significativamente, más altos que las otras estructuras del terreno. En 1978, Pittodrie convirtió en el primer estadio con toda su capacidad con asientos de Gran Bretaña.
El club está estudiando trasladarse a un nuevo estadio en Aberdeen que, de recibir el visto bueno, se situaría en Loirston Loch y contará con una capacidad de 22 000 espectadores, ampliable a 30 000-35 000 espectadores sentados. Los planes para un nuevo estadio empezaron cuando el club aseguró que el Pittodrie Stadium ya no podía ser remodelado ni ampliado debido a su antigüedad y las restricciones de la tierra circundante.
El pleno del ayuntamiento aprobó el proyecto en mayo de 2009, con sujeción a los permisos de construcción. En agosto de 2010 se presentó al Consejo una solicitud de planificación para el nuevo estadio, el cual fue aprobado en febrero de 2011. Se anunció en agosto de 2011 que Barr Construction sería el contratista para la construcción del estadio, que estaba programado que comenzase en 2012. Sin embargo, en mayo de 2012 se anunció que la medida se había retrasado un año debido a problemas con la propiedad de los terrenos.

## Jugadores
| #  | Nombre          | Años                 | Partidos | Goles |
| -- | --------------- | -------------------- | -------- | ----- |
| 1  | Joe Harper      | 1969–1973, 1976–1981 | 300      | 199   |
| 2  | Matt Armstrong  | 1931–1946            | 231      | 163   |
| 3  | George Hamilton | 1933–1946            | 280      | 152   |
| 4  | Harry Yorston   | 1947–1957            | 277      | 141   |
| 5  | Drew Jarvie     | 1972–1982            | 386      | 130   |
| 6  | Benny Yorston   | 1927–1932            | 156      | 125   |
| 7  | Willie Mills    | 1932–1938            | 211      | 114   |
| 8  | Jack Hather     | 1948–1960            | 305      | 104   |
| 9  | Mark McGhee     | 1978–1984            | 250      | 100   |
| 10 | Dave Robb       | 1966–1978            | 345      | 99    |

| #  | Nombre           | Años                 | Partidos | Goles |
| -- | ---------------- | -------------------- | -------- | ----- |
| 1  | Willie Miller    | 1972–1990            | 796      | 32    |
| 2  | Alex McLeish     | 1978–1994            | 689      | 30    |
| 3  | Bobby Clark      | 1965–1980            | 591      | 0     |
| 4  | Andrew Considine | 2004-2022            | 571      | 41    |
| 5  | Stewart McKimmie | 1983-1997            | 562      | 9     |
| 6  | Jim Leighton     | 1977–1988, 1997–2000 | 533      | 0     |
| 7  | Russell Anderson | 1996–2006, 2012–2015 | 407      | 21    |
| 8  | Drew Jarvie      | 1972–1982            | 386      | 131   |
| 9  | Brian Irvine     | 1985–1997            | 385      | 40    |
| 10 | Eoin Jess        | 1987–1996, 1997–2001 | 380      | 94    |

## Entrenadores
La siguiente es una lista de todos los entrenadores del Aberdeen desde su fundación:
| Desde | Hasta | Nombre                    | PJ  | PG  | PE  | PP  | Victorias % | Ref    |
| ----- | ----- | ------------------------- | --- | --- | --- | --- | ----------- | ------ |
| 1903  | 1924  | Jimmy Philip              | 644 | 221 | 172 | 251 | 34.32%      | [ 51 ] |
| 1924  | 1937  | Paddy Travers             | 474 | 214 | 106 | 154 | 45.15%      | [ 51 ] |
| 1937  | 1955  | Dave Halliday             | 371 | 165 | 71  | 135 | 44.47%      | [ 51 ] |
| 1955  | 1959  | Davie Shaw                | 148 | 66  | 20  | 62  | 44.59%      | [ 51 ] |
| 1959  | 1965  | Tommy Pearson             | 180 | 66  | 42  | 72  | 36.67%      | [ 51 ] |
| 1965  | 1971  | Eddie Turnbull            | 216 | 101 | 43  | 72  | 46.75%      | [ 51 ] |
| 1971  | 1975  | Jimmy Bonthrone           | 143 | 67  | 46  | 30  | 46.85%      | [ 51 ] |
| 1975  | 1977  | Ally MacLeod              | 61  | 24  | 19  | 18  | 39.34%      | [ 51 ] |
| 1977  | 1978  | Billy McNeil              | 36  | 22  | 9   | 5   | 61.11%      | [ 51 ] |
| 1978  | 1986  | Alex Ferguson             | 288 | 167 | 71  | 50  | 57.99%      | [ 51 ] |
| 1986  | 1986  | Alex Ferguson Archie Knox | 15  | 7   | 5   | 3   | 46.67%      | [ 51 ] |
| 1986  | 1988  | Ian Porterfield           | 71  | 35  | 27  | 9   | 49.30%      | [ 51 ] |
| 1988  | 1991  | Jocky Scott Alex Smith    | 117 | 63  | 35  | 19  | 53.85%      | [ 51 ] |
| 1991  | 1992  | Alex Smith                | 23  | 7   | 7   | 9   | 30.43%      | [ 51 ] |
| 1992  | 1995  | Willie Miller             | 124 | 53  | 45  | 26  | 42.47%      | [ 51 ] |
| 1995  | 1997  | Roy Aitken                | 124 | 50  | 31  | 43  | 40.32%      | [ 52 ] |
| 1997  | 1998  | Alex Miller               | 43  | 11  | 13  | 19  | 25.58%      | [ 53 ] |
| 1999  | 2002  | Ebbe Skovdahl             | 159 | 54  | 37  | 68  | 33.96%      | [ 54 ] |
| 2002  | 2004  | Steve Paterson            | 68  | 23  | 13  | 32  | 33.82%      | [ 55 ] |
| 2004  | 2009  | Jimmy Calderwood          | 227 | 94  | 60  | 73  | 41.41%      | [ 56 ] |
| 2009  | 2010  | Mark McGhee               | 62  | 17  | 13  | 32  | 27.42%      | [ 57 ] |
| 2010  | 2013  | Craig Brown               | 113 | 37  | 33  | 43  | 32.74%      | [ 58 ] |
| 2013  | 2021  | Derek McInnes             | 200 | 115 | 33  | 52  | 57.50%      | [ 59 ] |

## Palmarés

### Torneos nacionales
| Competición nacional             | Títulos                                                                 | Subcampeonatos |
| -------------------------------- | ----------------------------------------------------------------------- | --- |
| Liga de Escocia (4/17)           | 1954-55, 1979-80, 1983-84, 1984-85.                                     | 1910–11, 1936–37, 1955–56, 1970–71, 1971–72, 1977–78, 1980–81, 1981–82, 1988–89, 1989–90, 1990–91, 1992–93, 1993–94, 2014–15, 2015–16, 2016–17, 2017–18. |
| Copa de Escocia (8/9)            | 1946–47, 1969–70, 1981–82, 1982–83, 1983–84, 1985–86, 1989–90, 2024–25. | 1936–37, 1952–53, 1953–54, 1958–59, 1966–67, 1977–78, 1992–93, 1999–00, 2016–17.                                                                         |
| Copa de la Liga de Escocia (6/9) | 1955–56, 1976–77, 1985–86, 1989–90, 1995–96, 2013–14.                   | 1946–47, 1978–79, 1979–80, 1987–88, 1988–89, 1992–93, 1999–00, 2016–17, 2018–19.                                                                         |

### Torneos internacionales
| Competición internacional | Títulos | Subcampeonatos |
| ------------------------- | ------- | -------------- |
| Recopa de Europa (1/0)    | 1982-83 |                |
| Supercopa de Europa (1/0) | 1983.   |                |

### Torneos regionales
- Southern League Cup (1): 1945-46
- North Eastern League Cup/ Mitchell Cup (5): 1941-42-I, 1942-43-I, 1942-1943-II, 1944-45-I, 1944-45-II[60][61]
- North Eastern League (4): 1941-42, 1942-43, 1943-44, 1944-45
- Northern League (2): 1905-06, 1910-11 (ganados por el equipo de reserva)[62]
- North Eastern Supplementary Cup (2): 1941-42, 1942-43
- Highland League (2): 1912-13, 1924-25 (ganados por el equipo de reserva)
- High Cup (1): 1907-08[63]
- Dewar Shield (17): 1906-07, 1908-09, 1912-13, 1914-15, 1926-27, 1928-29, 1930-31, 1931-32, 1932-33, 1933-34, 1935-36, 1936-37, 1939-40, 1945-46, 1949-50, 1950-51 (compartido), 1951-52 (compartido)[64]
- Robertson Cup (2): 1910-11(compartido), 1915-16 (compartido)[65]
- Aberdeenshire and District League (7): 1919–20, 1920–21, 1925–26, 1926–27, 1927–28, 1928–29, 1947–48[66]
- Aberdeenshire Cup (41): 1887-88, 1888-89, 1889-90, 1897-98, 1901-02, 1903-04, 1904-05, 1906-07, 1907-08, 1908-09, 1909-10, 1911-12, 1912-13, 1913-14, 1914-15, 1980-81, 1981-82, 1982-83, 1987-88, 1989-90, 1990-91, 1992-93, 1997-98, 2002-03, 2003-04, 2004-05 (ganados por el primer equipo), 1919-20, 1920-21, 1921-22, 1922-23, 1923-24, 1924-25, 1925-26, 1926-27, 1927-28, 1928-29, 1929-30, 1930-31, 1931-32, 1932-33, 1933-34 (ganados por el equipo de reserva)[67]
- Fleming Charity Shield (14): 1902-03, 1903-04, 1905-06, 1907-08, 1908-09, 1909-10, 1910-11, 1911-12, 1912-13, 1913-14, 1921-22, 1922-23 (ganados por el primer equipo), 1904-05, 1906-07 (ganados por el equipo de reserva)[68]
- Aberdeen Charity Cup (1): 1892-93[69]
- Rhodesia Cup (2): 1903-1904 (ganado por el primer equipo), 1904-1905 (ganado por el equipo de reserva)[70]

## Participación en competiciones de la UEFA

### Por competición
Nota: En negrita competiciones activas.
| Competición                         | Temp. | PJ  | PG | PE | PP | GF  | GC  | Dif. | Puntos | Mejor posición    |
| ----------------------------------- | ----- | --- | -- | -- | -- | --- | --- | ---- | ------ | ----------------- |
| Liga de Campeones de la UEFA        | 3     | 12  | 5  | 4  | 3  | 14  | 12  | +2   | 19     | –                 |
| Liga Europa de la UEFA              | 23    | 87  | 29 | 27 | 31 | 116 | 109 | +7   | 114    | –                 |
| Supercopa de Europa                 | 1     | 2   | 1  | 1  | 0  | 2   | 0   | +2   | 4      | Campeón           |
| Liga Europa Conferencia de la UEFA  | 1     | 6   | 3  | 0  | 3  | 11  | 10  | +1   | 9      | Ronda de Play-Off |
| Recopa de Europa de la UEFA         | 8     | 39  | 22 | 5  | 12 | 79  | 37  | +42  | 71     | Campeón           |
| Total                               | 32    | 146 | 60 | 37 | 49 | 222 | 168 | +54  | 217    | 2 títulos         |
| Actualizado a la Temporada 2021-22. |       |     |    |    |    |     |     |      |        |                   |

#### Estadísticas
- Mayor goleada a favor:
  - Aberdeen 10–0  KR Reykjavík (Recopa de Europa 1967-68)

- Mayor goleada en contra:
  -  Bayern Múnich 5–1 Aberdeen (Copa de la UEFA 2007-08)
  - Aberdeen 1–5  Sigma Olomouc (Europa League 2009-10)

- Mayor goleada en una Eliminatoria:
  - Aberdeen 14–1  KR Reykjavík (10-0 y 4-1) (Recopa de Europa 1967-68).

## Afición y rivalidades
Los aficionados del Aberdeen, conocidos como Red Army («el Ejército Rojo») se enumeran en la lista de convocados del equipo que llevaba el número 12 de la camiseta. En 1999, un grupo de aficionados fundó el grupo Red Ultras con el objetivo expreso de mejorar la atmósfera en Pittodrie. Sin embargo, se decidió que este grupo se iba a disolver a principios de 2010.

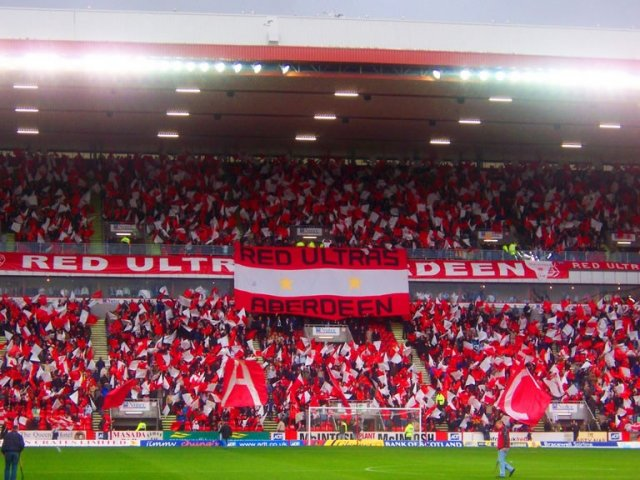
Red Ultras del Aberdeen momentos antes de un partido en Pittodrie.

El Aberdeen es el único equipo de alto nivel en la tercera ciudad más grande de Escocia, una ciudad que es relativamente remota, geográficamente, lejos de otros centros de población grandes y, como resultado, tiene una gran área de influencia de potenciales aficionados. Sin embargo, las asistencias en los últimos años no han reflejado esta situación, ya que el club tiene el cuarto promedio de asistencia más grande de la Scottish Premier League (SPL), y en la temporada 2008-09 el club contó con una asistencia promedio de 12 928 espectadores. Los partidos importantes sí logran que Pittodrie Stadium se llene.
En la década de 1980, una minoría de seguidores del club tenía la reputación de ser unos de los más prominentes grupos casuales de Gran Bretaña. El aumento de los Aberdeen Casuals coincidió con el período de mayor éxito en la historia del club, y ha sido una citado en más de un relato publicado.
El Aberdeen rara vez se ha jugado en la misma división que sus rivales más cercanos geográficamente: Peterhead, Brechin City, Montrose, Arbroath, Elgin City y Forfar Athletic, por lo que sus rivalidades han tendido a venir de más lejos. Actualmente, el Aberdeen mantiene una cierta rivalidad con el Inverness Caledonian Thistle, debido al hecho de que tanto Aberdeen como Inverness son los dos mayores asentamientos del norte de Escocia. Esto se conoce como el derbi del Norte y surgió desde que el Inverness ascendió, por primera, vez a la SPL en 2004.
A principios de 1980, debido al éxito tanto a nivel nacional como en Europa del Aberdeen y el Dundee United, a ambos se les conocía como New Firm, sin embargo, el Dundee United tiene en su ciudad a sus rivales vecinos del Dundee FC, por lo que el antagonismo no siempre fue correspondido del mismo modo. La misma situación se aplica a la rivalidad del Aberdeen con el Rangers, ya que estos tienen su propia rivalidad, mucho más antigua y conocida, en la Old Firm con el Celtic. Los aficionados del Aberdeen consideran su rivalidad con el Rangers, pero este sentimiento no es recíproco, aunque existe un fuerte antagonismo entre los dos grupos de seguidores y han existido varios incidentes entre ellos.
Al Aberdeen se le conoce como The Dons, un nombre que ha estado en uso por lo menos desde 1913. Esto viene de la palabra don («maestro»), que ha dado la historia a Aberdeen como una ciudad universitaria. También puede ser una referencia al río Don. Antes de la aprobación popular de The Dons, el equipo era ampliamente conocido como The Wasps («avispas») o The Black and Golds («Negro y oro»), ambos nombres en referencia a las camisetas de rayas amarillo y negro de su uniforme en la época. Al igual que con muchos equipos que juegan de rojo, el Aberdeen también es conocido como The Reds («Rojos»). También se les conoce como The Dandy Dons o The Dandies.